# Bambali (Senegal)
Bambali ist eine Landgemeinde (Communauté rurale) im Département Sédhiou der Region Sédhiou, gelegen im Südwesten Senegals. Der namensgebende Hauptort der Landgemeinde liegt etwa 15 Kilometer südwestlich von Sédhiou am rechten nördlichen Ufer des Casamance-Flusses. Die Landgemeinde umfasst eine Fläche von 427 km².

## Bevölkerung
Die letzten Volkszählungen ergaben jeweils folgende Einwohnerzahlen:
| Jahr | Einwohner |
| ---- | --------- |
| 1988 | …         |
| 2002 | 16.415    |
| 2013 | 17.330    |

Im Jahr 2018 betrug die Einwohnerzahl 20.454.

## Geschichte
Sadio Mané, ein in der Stadt geborener Fußballspieler, hat die Stadt durch Reinvestitionen und den Bau neuer Einrichtungen wie einer Schule im Jahr 2019 gefördert. Im März 2020 spendete Mané 46.083 € an das nationale Komitee zur Bekämpfung von COVID-19 im Senegal. Im Jahr 2021 spendete er 561.987 € für den Bau eines Krankenhauses. Darüber hinaus hat er den Bau einer Tankstelle und eines Postamtes für seine Gemeinde finanziert und die Schule mit kostenlosen Laptops und Internet über den von ihm im Dorf finanzierten 4G-Internetdienst versorgt. Insgesamt hat er mehr als 700.000 £ (684.932 $; 561.987 €) für diese Upgrades ausgegeben. Darüber hinaus stellte er jeder Familie in seiner Heimatstadt ein Stipendium in Höhe von 70 Euro pro Monat zur Verfügung. Dies entspricht in etwa dem Monatslohn eines senegalesischen Staatsbürgers mit Mindestlohn.

## Verkehr
Bambali wird nicht von dem Fernstraßennetz in Senegal erschlossen. Eine Verbindung zur neu ausgewiesenen N 12 (früher R 21) bietet einzig eine Schotterpiste, die zwischen Marsassoum im Westen und Sédhiou im Osten alle Ortschaften am Casamance-Ufer miteinander verbindet. 

## Persönlichkeiten
- Sadio Mané (* 1992), senegalesischer Fußballspieler